# Veřejná přístupnost krajiny
Veřejná přístupnost krajiny je v Česku a v zemích severní a střední Evropy tradiční právní institut, který zakládá každému právo na volný průchod přes veškeré pozemky, které nejsou z tohoto práva vyloučeny. Severské státy, Baltské státy, Česko, Rakousko a Švýcarsko udržují historické právo se volně pohybovat v krajině.

## Veřejná přístupnost krajiny v České republice
Výslovně formulované právo na volný průchod krajinou se v české legislativě objevilo zřejmě poprvé až se zákonem České národní rady č. 114/1992 Sb. Důvodová zpráva k vládnímu návrhu zákona zdůrazňuje jako zcela nový institut zejména nutnost souhlasu obcí a orgánů ochrany přírody s rušením účelových veřejných komunikací, stezek a pěšin ležících mimo obce. Podle důvodové zprávy je ustanovení zaměřeno na ochranu zejména nemotorizovaných turistů, cyklistů a pod. Zdůvodněno bylo tím, že mnohdy neuvážená likvidace vytvořila až stav „neprůchodnosti“ krajiny. Zaručení obecného práva průchodu krajinou pro všechny důvodová zpráva označila za velmi potřebné, označila jej za mimořádně důležité lidské právo „svobody pohybu“, které musí být zakotveno v platném právním řádu. Důvodová zpráva se však nezabývala tím, zda a jak bylo toto právo upraveno dosud. Odkaz na svobodu pohybu ukazuje na souvislost tohoto institutu s Listinou základních práv a svobod, která v Československu s uvozujícím ústavním zákonem nabyla účinnosti 8. února 1991. 
Podle § 63 českého Zákona o ochraně přírody a krajiny (114/1992 Sb.) má každý právo na volný průchod přes pozemky ve vlastnictví či nájmu státu, obce nebo jiné právnické osoby, pokud tím nezpůsobí újmu na majetku či zdraví jiné osoby a nezasahuje-li do práv na ochranu osobnosti či sousedských práv. Je přitom povinen respektovat jiné oprávněné zájmy vlastníka či nájemce pozemku a obecně závazné právní předpisy. Při oplocování nebo ohrazování pozemků, na které se vztahuje právo volného průchodu, musí vlastník či nájemce zajistit technickými nebo jinými opatřeními možnost jejich volného průchodu na vhodném místě pozemku.
Rozlišování práva průchodu podle toho, zda pozemek vlastní fyzická nebo právnická osoba, koliduje s čl. 11 odst. 1 Listiny základních práv a svobod, podle něhož vlastnické právo všech vlastníků má stejný zákonný obsah a ochranu. 
Právo na volný průchod se nevztahuje na zastavěné či stavební pozemky, dvory, zahrady, sady, vinice, chmelnice a pozemky určené k faremním chovům zvířat. Orná půda, louky a pastviny jsou z oprávnění vyloučeny v době, kdy může dojít k poškození porostů či půdy nebo při pastvě dobytka. Zvláštní předpisy mohou stanovit další omezení nebo upravit právo průchodu odchylně.
Hrozí-li poškozování území v národních parcích, národních přírodních rezervacích, národních přírodních památkách a v první zóně chráněných krajinných oblastí nebo poškozování jeskyně, zejména nadměrnou návštěvností, může orgán ochrany přírody na základě § 64 zákona o ochraně přírody a krajiny po projednání s dotčenými obcemi omezit nebo zakázat přístup veřejnosti do těchto území nebo jejich částí. Zákaz či omezení vstupu musí být řádně vyznačeny na všech přístupových cestách a vhodným způsobem i na jiných místech v terénu.
Regulační zpoplatnění vstupu umožňuje zákon o ochraně přírody a krajiny (§ 24 - zrušeno) pouze v případech národních parků. Příslušný orgán ochrany přírody může vybírat poplatek:[ujasnit]
- za vjezd, setrvání nebo jízdu motorovým vozidlem na území národního parku
- za vstup do vybraných míst národního parku mimo zastavěná území obcí

Poplatku jsou ze zákona zproštěny osoby, které pracují nebo trvale bydlí na území národního parku, a fyzické osoby vlastnící rekreační objekty na území národního parku (zproštění se ale nevztahuje automaticky na jejich rodinné příslušníky či hosty). Vymezení zpoplatněných míst, výši poplatků, vzor potvrzení o zaplacení poplatku a okruh osob osvobozených od poplatku (nad rámec zákona) stanoví Ministerstvo životního prostředí obecně závaznou vyhláškou. Poplatky jsou příjmem příslušného orgánu ochrany přírody národního parku. Vybírá-li poplatek za vjezd orgán ochrany přírody podle Zákona o ochraně přírody a krajiny, nemůže v téže oblasti místní poplatek za povolení k vjezdu s motorovým vozidlem podle § 10 zákona č. 565/1990 Sb. vybírat obec.

## Právo vstupu do lesa
Podle § 19 Lesního zákona (289/1995 Sb.) má každý právo vstupu do lesa bez ohledu na to, komu les patří, s výjimkou vojenských lesů, chráněných území, školek a plantáží (viz § 3 odst. 2), obor, bažantnic atd., kde režim vstupu určuje vlastník. Obec s rozšířenou působností může na dobu nejvýše dvakrát tří měsíců ročně nařízením dočasně vstup do lesa zakázat. Zakázáno je rovněž vstupovat na místa, kde se provádí těžba dřeva nebo manipulace s vytěženým dřevem. Právo vstupu do lesa může být omezeno také na základě jiných zákonů, například v rámci režimu ochrany vodních zdrojů, zvláště chráněného území atd.
S právem vstupu do lesa je zákonem přiznáno i právo sbírat v lese suchou na zemi ležící klest a lesní plody pro osobní potřebu. Mimo lesní cesty nebo značené cesty je však (§ 20 lesního zákona) zakázáno jezdit na kole, saních, lyžích a koních a obecně je zakázáno do lesa vjíždět motorovými vozidly. Na vlastníka a nájemce lesa se tyto zákazy nevztahují a vlastník lesa z nich může udělit výjimku. Organizované nebo hromadné sportovní akce lze v lese konat jen na základě předchozího oznámení orgánu státní správy lesa (zpravidla úřadu obce s rozšířenou působností), který je oprávněn stanovit omezující podmínky.

## Obecné užívání pozemních komunikací
Na pozemní komunikace včetně místních a veřejně přístupných účelových komunikací, mezi něž patří i polní a lesní cesty, stezky a pěšiny, se vztahuje právo obecného užívání. Zákon stanoví, za jakých podmínek a jakým způsobem lze omezit veřejnou přístupnost účelové komunikace.
V českém zákoně o ochraně přírody a krajiny je stanoveno, že veřejně přístupné účelové komunikace, stezky a pěšiny mimo zastavěné území obce podléhají evidenci obecního úřadu a je zakázáno je zřizovat nebo rušit bez souhlasu pověřeného obecního úřadu (v Praze úřadu městské části).

## Právo nezbytné cesty
Kromě veřejné přístupnosti krajiny existuje ještě soukromoprávní institut práva cesty podle § 1029 občanského zákoníku č. 89/2012 Sb. vlastník nemovité věci, na níž nelze řádně hospodařit či jinak ji řádně užívat proto, že není dostatečně spojena s veřejnou cestou, může žádat, aby mu soused za náhradu povolil nezbytnou cestu přes svůj pozemek. Za nezbytnou cestu náleží úplata a odčinění újmy, není-li již kryto úplatou. 
Vlastník stavby, k níž nelze přístup vlastníka zajistit jinak, si může u soudu vyžádat zřízení služebnosti spočívající v právu cesty (zpravidla průchodu i průjezdu) přes sousední pozemek. Obdobné právo může být i vydržené nebo smluvně sjednané.

## Kauzy

### Spor o vstupné do Tiských stěn
Nejméně od 60. let 20. století se za vstup do Tiských stěn platí vstupné.  V roce 2006 přijala obec usnesení číslo 475/06 a 476/06, kterými vstupné zvýšila na 30 Kč pro dospělého a 15 Kč pro dítě. Usnesení neobsahuje přímý odkaz na dřívější rozhodnutí o placení vstupného ani zmínku o právním důvodu k jeho vybírání, neobsahuje ani bližší podmínky placení vstupného, například vymezení zpoplatněné oblasti nebo přesnější vymezení nároků na zlevněné vstupné či bezplatný vstup.
Obec Tisá má některé skalní pozemky od Lesů České republiky pronajaté za nájem kolem 70 tisíc ročně, skály udržuje a zřídila zde naučnou stezku. Podle Ústeckého deníku má obec pronajatý jen úzký pruh masivu od pokladny vpravo a masiv malých Tiských stěn od pokladny vlevo, zatímco převážná část zpoplatněné naučné stezky a celé vnitřní velké Tiské stěny a v podstatě i vnitřní malé i obě pokladny leží mimo pronajaté území. Podle informace MF Dnes zde přitom není žádný záchod, nejsou zde lavičky ani zastřešená odpočívadla ani žádné podobné zázemí pro turisty. Informační tabule o skalách nevybudovala obec, ale správa CHKO Labské pískovce, starostka však tvrdí, že obec na tyto tabule přispěla a že zde rovněž zajišťuje odvoz odpadků, což ani není zahrnuto v nákladech na údržbu skal.
Roční příjem obce ze vstupného činí přes 800 tisíc Kč. V letech 2007 a 2008 byl obecní příjem ze vstupného do skal vždy 1,2 milionu korun, v roce 2009 a 2010 pokaždé jeden milion Kč. Výdaje obce v souvislosti se skalami, včetně mezd pokladních, v roce 2007 činily 390 tisíc Kč, v roce 2008 jen 287 tisíc Kč a v roce 2009 541 tisíc, v roce 2010 230 tisíc – většina z příjmů ze vstupného se používá v obci, například na dotace místním sportovním organizacím.
Ministerstvo vnitra na základě stížnosti horolezce Milana Hejkrlíka a po projednání s ministerstvem životního prostředí v roce 2010 obci v rámci metodického jednání doporučilo usnesení zrušit (podle MF Dnes vyzvalo obec ke zrušení údajné vyhlášky), protože podle jeho názoru je v rozporu s principem veřejné přístupnosti krajiny podle Zákona o ochraně přírody a krajiny a překračuje pravomoci obce. Zastupitelstvo obce vstupné zrušit odmítlo a podle MF Dnes zastává názor, že právo přístupu do krajiny je podmíněno respektováním zájmů vlastníka či nájemce pozemku a obecně závazných právních předpisů. Předmětem argumentace byla rovněž otázka, zda skály jsou průchozí a lze tedy vstup do nich považovat za „právo průchodu“. Ministerstvo se odvolává na opakovaná rozhodnutí Ústavního soudu ČR, podle nichž může obec vybírat pouze takové místní poplatky, které vymezuje zákon o místních poplatcích. Krom toho může orgán ochrany přírody vybírat dle § 24 Zákona o ochraně přírody a krajiny vybírat poplatek za vjezd a setrvání motorových vozidel na území národního parku nebo za vstup do jeho vybraných míst mimo zastavěná území obcí, avšak mimo národní park, a to ani v chráněné krajinné oblasti, tento poplatek uplatnit nelze.
Ministerstvo může zahájit dozorový proces, jehož dopadem by bylo pozastavení výkonu těchto usnesení a podání správní žaloby Krajskému soudu v Ústí nad Labem. Ministerstvo vnitra rozhodlo, že vybírání vstupného je v rozporu s § 63 zákona o ochraně přírody a krajiny, a nařídilo obci do 15. března 2011 (do 60 dnů od doručení rozhodnutí) vstupné zrušit, jinak ministerstvo podá návrh na zrušení soudu. Podle iDnes.cz na stejný problém ministerstvo upozornilo i obce Teplice nad Metují a Adršpach, podle Ústeckého deníku v Teplicích nad Metují se vstupné nevybírá na základě usnesení zastupitelstva a nespadá tedy pod dozorovu působnost ministerstva vnitra. Zatímco Adršpach po upozornění ministerstvem vstupné zrušil, v březnu 2011 zastupitelstvo obce Tisá zrušilo sporné „vyhlášky“ (ve skutečnosti usnesení) č. 475 a 476 z roku 2006, podle kterých obec vstupné vybírala, a zároveň přijalo nové usnesení, podle nějž poplatek v dosavadní výši bude od 1. dubna 2011 příspěvkem na údržbu značených cest a naučné stezky.

### Vstupné za pohled do Macochy
Roku 1878 byl nad propastí Macocha postaven vyhlídkový můstek (tzv. Horní můstek), který byl celoročně přístupný.  Původně patřil klubu turistů, roku 1945 přešel na stát, do správy jej pak dostala státní Správa jeskyní Moravského krasu. Ta jej v červnu 2007 nákladem necelých 400 tisíc Kč opravila. Pozemky získala po roce 1989 obec v rámci vracení historického majetku obcí, věcné břemeno k zajištění průchodu však zapsáno nebylo.
Obec Vilémovice si již v polovině 20. století vybíráním vstupného na můstek vydělala na plynofikaci obce, poté od vybírání vstupného ustoupila. Poté, co se obec se správou jeskyní nedohodla na právu průchodu, v roce 2008 cestu i dno propasti pronajala na 50 let podnikateli Jiřími Tichopádovi za 100 tisíc Kč ročně. Ten požadoval od Správy jeskyní kompenzaci za průchod návštěvníků přes jeho pozemky a když nebylo jeho žádosti vyhověno, od 1. května 2008 či od poloviny dubna 2008 krátce za vstup na můstek prostřednictvím výběrčího doprovázeného ochrankou vybíral vstupné, poté vedl spor se Správou jeskyní Moravského krasu o vlastnictví můstku a na dobu jednání vybírání poplatku přerušil. Klub českých turistů vyzýval k neplacení poplatku. Krajský úřad Jihomoravského kraje označil vybírání poplatku za nezákonné a zaslal obci Vilémovice výzvu, aby jako příslušný silniční správní úřad zahájila správní řízení ve věci podezření ze spáchání správního deliktu proti zákonu o pozemních komunikacích spočívajícího v neoprávněném vybírání poplatku za užívání. Tichopád zastával názor, že tato cesta není pozemní komunikací, Správa jeskyní Moravského krasu uvádí, že tato část parcely je evidována jako veřejná cesta.
V roce 2010 hodlal Jiří Tichopád zahradit přístup k můstku, opětovně zavést vstupné a zavést provozní řád, podle nějž by přístup na můstek reguloval hlídač, který by dohlížel i na chování návštěvníků. 30. dubna 2011 začal podnikatel vybírat vstupné 20 Kč za dospělého a 10 Kč za dítě, tentokrát za průchod k můstku. Vedoucí Správy jeskyní Moravského krasu Jiří Hebelka považuje vybírání za neoprávněné a oznámil, že se věcí budou zabývat jejich právníci.